# Dolichopus clarior
Dolichopus clarior är en tvåvingeart som beskrevs av Octave Parent 1936. Dolichopus clarior ingår i släktet Dolichopus och familjen styltflugor. Inga underarter finns listade i Catalogue of Life.